# Livedo reticolare
La livedo reticolare è una affezione della pelle caratterizzata da chiazze cianotiche conformate a rete che si formano attorno a zone di cute normali. Si ritrova usualmente negli arti, in particolare quelli inferiori, a causa dell'abbassamento della temperatura locale, ad esempio quando il soggetto si toglie gli indumenti, ed è pertanto destinata a sparire quando la causa scatenante viene meno.
A volte, tuttavia, la livedo reticolare non sparisce, e ciò può essere indizio di una più grave patologia, ad esempio la trombocitemia essenziale, la poliarterite nodosa, l'embolismo da colesterolo o della sindrome da anticorpi anti-fosfolipidi.

## Livedo reticolare esindrome da anticorpi anti-fosfolipidi[1]
La livedo reticolare rappresenta la manifestazione clinica cutanea più frequente nella sindrome da anticorpi anti-fosfolipidi. Pur non rappresentando una condizione patognomonica essa si associa ad una prognosi più severa con un elevato rischio di eventi trombotici. Tale alterazione probabilmente è dovuta ad un rigonfiamento delle venute a causa di ostruzione trombotica dei capillari.